# 275-й гвардейский мотострелковый полк
275-й гвардейский мотострелковый ордена Суворова полк (сокр. 275 мсп) — тактическое формирование Сухопутных войск Российской Федерации.
Пункт постоянной дислокации — город Гусев. Полк находится в составе 18-й гвардейской мотострелковой дивизии 11-го армейского корпуса.

## История
Ведёт историю от 418-го стрелкового полка Рабоче-крестьянской Красной армии, созданного в 1939 в составе 133-й стрелковой дивизии 1-го формирования.
17 марта 1942 года 418-й стрелковый полк преобразован в 51-й гвардейский стрелковый полк в составе 18-й гвардейской стрелковой дивизии РККА.
Боевой путь полк закончил в Восточной Пруссии. В послевоенное время базировался в Чехословакии. После распада СССР выведен в Калининградскую область.
В 1945 году, после окончания Великой Отечественной войны, 51-й гвардейский стрелковый полк преобразован в 95-й гвардейский механизированный полк 30-й гвардейской механизированной дивизии.
25 июня 1957 года преобразован в 275-й гвардейский мотострелковый полк в составе 30-й гвардейской мотострелковой дивизии.
В 2021 году 275-й гвардейский мотострелковый полк возрождён в составе 18-й гвардейской мотострелковой дивизии.